# شه خورشید
بنای تاریخی شه خورشید مربوط به سدهٔ ۸ ه.ق است و در شهرستان ریگان، بخش ریگان، روستای گزان خواست واقع شده و این اثر در تاریخ ۷ مهر ۱۳۸۱ با شمارهٔ ثبت ۶۱۳۴ به‌عنوان یکی از آثار ملی ایران به ثبت رسیده است.